# Dipturus teevani
Dipturus teevani är en rockeart som först beskrevs av Bigelow och Schroeder 1951.  Dipturus teevani ingår i släktet Dipturus och familjen egentliga rockor. IUCN kategoriserar arten globalt som otillräckligt studerad. Inga underarter finns listade i Catalogue of Life.